# Lindsi
Lindsi (Russisch: Займище, Zajmisjtsje) is een plaats in de Estlandse gemeente Setomaa, provincie Võrumaa. De plaats heeft de status van dorp (Estisch: küla) en telt 5 inwoners (2021).
Het dorp behoorde tot in oktober 2017 bij de gemeente Meremäe. In die maand werd Meremäe bij de nieuwe fusiegemeente Setomaa gevoegd.

## Geschiedenis
Lindsi werd voor het eerst genoemd in 1561 onder zijn Russische naam. Het dorp behoorde eerst toe aan een grootgrondbezitter uit Pskov en later aan het klooster van Petsjory. De naam Lindzi duikt pas in 1872 op. De herkomst van de naam is onbekend.
Tussen 1977 en 1997 hoorde Lindsi bij het buurdorp Härmä.